# Sultanas dröm
Sultanas dröm (engelska: Sultana's Dream) är en feministisk science fiction-novell skriven av författaren Rokeya Sakhawat Hossain från bengalen i dåvarande Brittiska Indien. Novellen publicerades första gången 1905 i tidskriften The Indian Ladies Magazine. Novellen är Rokeyas enda engelskspråkiga skönlitterära verk. Hennes övriga texter är skrivna på bengali.

## Handling
I en dröm transporteras Sultana till Kvinnolandet, Ladyland (Lady betyder kvinna på engelska). I Kvinnolandet möter Sultana en guide, Sara, som visar henne hur det mansfria Kvinnolandet fungerar. I Kvinnolandet är könsrollerna ombytta. Män lever under purdah. Männen är förvisade till hemmet där de lever i avskildhet och spenderar dagarna med att städa, ta hand om barnen och laga mat. Männen tillåts bara umgås med kvinnor i sin egen familj. Med männen portade från arbetslivet har arbetsdagen för kvinnor kortats ned till 2 timmar per dag eftersom männen spenderade 6 timmar av arbetsdagen med att röka.  Kvinnorna är vetenskapsmän och uppfinner avancerad teknologi för att lätta arbetsbördan. Till exempel använder de sig av solenergi för att laga mat istället för att göra upp eld i vedspis. Elektriska maskiner används för att odla och skörda mark utan att kroppsarbete behövs. Elektricitet används även för lufttransport istället för att färdas på vägar. Det existerar varken bilolyckor eller tågolyckor i Kvinnolandet. När Sultana frågar om inte män har större hjärnor så svarar hennes guide Sara att elefanten har större hjärna och lejonet är starkare, men ändå dominerar människan båda arterna.
När Sultana frågar kvinnorna vilken religion de tillhör svarar kvinnorna att deras religion baseras på kärlek och sanning.

## Bakgrund
Rokeya skrev novellen under en eftermiddag när hennes man var ute på arbete som magistrat i området. När han kom hem och frågade henne hur hon spenderat dagen visade hon sin make novellen hon skrivit.